# چسنی (کارولینای جنوبی)
چسنی(به انگلیسی: Chesnee) شهری در ایالت کارولینای جنوبی کشور ایالات متحده آمریکا است که جمعیت آن در سرشماری سال ۲۰۱۰ میلادی، ۸۶۸ نفر بوده‌است.